# Marlène Rigaud Apollon
Marlène Rigaud Apollon (Cabo Haitiano, 23 de mayo de 1945) es una educadora y escritora haitiana que reside en Estados Unidos desde 1964. Ha incursionado en la poesía y literatura infantil.
Se educó en el Institution du Sacré-Cœur de Turgeau en Puerto Príncipe, llegando a obtener un Bachellor of Arts de la Universidad de Maryland y una maestría en la Universidad de Towson. Ha enseñado francés y literatura francesa en los niveles primario, secundario y universitario.
Su trabajo ha aparecido en los periódicos Sapriphage, Utah Foreign Language Review y River City. Su historia Manman pas kite yo koupe janm mwen, Mommy, don’t let them cut my leg fue incluida en la antología Haïti Rising (2010).

## Obras seleccionadas
- I Want to Dance, poesía (1996)
- Si je n’avais que des regrets, poesía (1997)
- The Moon’s a Banana, I am me (1998)
- Haiti Trivia, no ficción juvenil (1998), en inglés, francés y creol
- Haitian Art Trivia, no ficción juvenil (2002), en inglés y creol
- Elle s’appelait Elizabeth: L’histoire de Mère Marie Lange, biografía traducida al inglés como Her name was Elizabeth: The Story of Mother Mary Lange (2002)
- Cris de Colère, Chants d’espoir, poesía (2007)
- Louis Mercier, À la Reconquête de l’Idéal haïtien: Une voix d’hier pour aujourd’hui et demain, biografía traducida al inglés como Louis Mercier, To Reconquer the Haitian Ideal: A Voice from Yesterday for Today and Tomorrow (2008)